# UC Sampdoria (női csapat)
A UC Sampdoria női labdarúgócsapatát 2021-ben Genovában hozták létre. Az olasz első osztály tagja.

## Klubtörténet

### Florentia San Gimignano
A klub egy szurkolói csoport kezdeményezésére alakult meg Florentia San Gimignano SSD néven 2015. október 4-én. A negyedosztályban kezdték működésüket és első szezonjukban százszázalékos idényt teljesítve 24 meccsből 24-et nyertek meg, mellyel feljutottak a Serie C-be. A bajnoki siker mellé a Toszkán-kupában is diadalmaskodtak.
Egy esztendővel később a harmadosztályban már komoly erősítésekkel 22–1–1-es szériát felmutatva értek fel a csúcsra, a regionális kupát pedig másodszor helyezhették vitrinjükbe.
A 2017–2018-as szezon harmadik bajnoki címüket abszolválták, miután három évvel az alapítás után veretlenűl fejezték be a másodosztály küzdelmeit és az első osztályba jutottak.
Első elit ligás szezonjukat a 7. helyen fejezték be és a bajnokság középmezőnyében foglaltak le biztos helyet maguknak az elkövetkezendő években.

### Sampdoria
2021. június 14-én a Florentia hivatalos jogutódjaként alakult meg a genovai klub női szakosztálya, miután a san gimignanói egyesület átruházta licencét a Sampdoria együttesére.

## Játékoskeret
2023. január 31-től
| #  |     | Poszt | Név                 |
| -- | --- | ----- | ------------------- |
| 1  | ITA | K     | Amanda Tampieri     |
| 12 | NOR | K     | Kirvil Odden        |
| 36 | ITA | K     | Valentina Soggiu    |
| 77 | ITA | K     | Francesca Fabiano   |
| 2  | ITA | V     | Vanessa Panzeri     |
| 5  | ITA | V     | Giorgia Spinelli    |
| 14 | ITA | V     | Aurora De Rita      |
| 15 | ITA | V     | Elena Battistini    |
| 22 | ITA | V     | Elisabetta Oliviero |
| 23 | ITA | V     | Elena Pisani        |
| 28 | ITA | V     | Nicole Lazzeri      |
| 44 | ITA | V     | Tecla Pettenuzzo    |
| 67 | ITA | V     | Michela Giordano    |
| 7  | SVN | KP    | Dominika Čonč       |
| 8  | MLT | KP    | Rachel Cuschieri    |

| #  |     | Poszt | Név                                          |
| -- | --- | ----- | -------------------------------------------- |
| 10 | COL | KP    | Yoreli Rincón                                |
| 11 | ITA | KP    | Siria Mailia                                 |
| 13 | MAR | KP    | Sabah Seghir                                 |
| 17 | UKR | KP    | Mariia Taleb                                 |
| 20 | MAR | KP    | Alice Regazzoli                              |
| 21 | ITA | KP    | Cecilia Re                                   |
| 37 | ITA | KP    | Cecilia Prugna                               |
| 40 | ITA | KP    | Bianca Fallico                               |
| 9  | ITA | CS    | Giada Lopez                                  |
| 19 | PAN | CS    | Lineth Cedeño                                |
| 24 | ITA | CS    | Sara Baldi                                   |
| 27 | ITA | CS    | Stefania Tarenzi                             |
| 29 | FRA | CS    | Kelly Gago                                   |
|    | ITA | CS    | Agnese Bonfantini (kölcsönben a Juventustól) |

### Kölcsönben
| # |     | Poszt | Név                                         |
| - | --- | ----- | ------------------------------------------- |
|   | ITA | KP    | Chiara Marenco (kölcsönben a San Marinónál) |

## Korábbi híres játékosok
| - Caterina Bargi - Veronica Battelani - Alice Berti - Emma Brunelli - Paola Boglioni - Giulia Bursi - Kristin Carrer - Valeria Gardel - Melania Martinovic - Letizia Musolino | - Debora Novellino - Federica Rizza - Anna Auvinen - Ana Lucía Martínez - Selena Babb - Florin Wagner - Isabel Cañiza - Cristina Carp - Emelie Helmvall |